# Silene marschallii
Silene marschallii är en nejlikväxtart. Silene marschallii ingår i släktet glimmar, och familjen nejlikväxter.

## Underarter
Arten delas in i följande underarter:
- S. m. anamasi
- S. m. marschallii
- S. m. propinqua
- S. m. sahendica